# Condado de Little River
O Condado de Little River é um dos 75 condados do estado americano do Arkansas. Sua sede de condado é Ashdown. Sua população, segundo o censo americano de 2000, é de 13 628 habitantes.